# Courchevel
Courchevel er en by og et skiområde i Savoie-regionen i franske alper, en del af Les Trois Vallées. Til området hører også Val Thorens og Meribel, som tilsammen udgør et af verdens største skisportssteder. Byen ligger i Tarentaise-dalen.
Den oprindelige destination blev planlagt i 1942 af Vichy-regeringen.